# Світлана Демченко
Світлана Демченко (англ. Svitlana Demchenko, нар. 4 жовтня 2003 року) — канадська шахістка українського походження, яка має титул жіночого міжнародного майстра (WIM).

## Життєпис
Коли Світлані було 11 років (2014-й рік), її родина переїхала до Канади. У 2018 році вона грала за збірну Канади нa жіночій шаховій Олімпіаді (четверта  шахівниця), набравши 5½ із 9. Світлана брала участь у Кубку світу з шахів 2021 року серед жінок, де у матчі першого раунду спочатку перемогла на тай-брейку 35-ту сіяну Карину Цифку, незважаючи на те, що її рейтинг був нижчим на 300 балів, програвши у другому сеті на тай-брейку. Цей матч Демченко програла з рахунком 2½-3½. 
На жіночій шаховій олімпіаді 2022 року вона грала за збірну Канади (друга шахівниця).